# Cardiospermum pterocarpum
Cardiospermum pterocarpum är en kinesträdsväxtart som beskrevs av Ludwig Radlkofer. Cardiospermum pterocarpum ingår i släktet ballongrankor, och familjen kinesträdsväxter. Inga underarter finns listade i Catalogue of Life.